# Leah Ashmore
Lia Aymara «Leah» Duarte Ashmore (nacida el 5 de abril de 1995) es una modelo y reina de belleza paraguaya. Fue coronada Miss Universo Paraguay 2022. Como Miss Universo Paraguay, Ashmore representó a Paraguay en Miss Universo 2022. También representará al país en Miss Charm 2024.
Anteriormente fue coronada como Miss Grand Paraguay 2017 y representó a Paraguay en Miss Grand Internacional 2017 donde terminó en el Top 20 de cuartofinalistas.

## Carrera en concursos de belleza

### Miss Grand Paraguay 2017
El 29 de julio de 2017, Ashmore representó a Guairá y compitió con otras 15 candidatas por el título de Miss Grand Paraguay. Al final del evento, fue coronada como Miss Grand Paraguay 2017 y sucedió a Cindy Nordmann de Encarnación. También ganó el premio especial Mejor Silueta.

### Miss Grand Internacional 2017
Como ganadora de Miss Grand Paraguay 2017, Ashmore representó a Paraguay en Miss Grand Internacional 2017 que se llevó a cabo el 25 de octubre de 2017 en el Vinpearl Convention Center, Phú Quốc, Vietnam. En la final, Ashmore terminó en el Top 20 de cuartofinalistas.

### Miss Universo Paraguay 2022
El 26 de agosto de 2022 Ashmore representó al departamento de Guairá y otras 14 finalistas compitieron por cuatro títulos en el Miss Paraguay 2022 en el Paseo La Galería de Asunción. Al final del evento, fue coronada como Miss Universo Paraguay 2022  Nadia Ferreira.

### Miss Universo 2022
Ashmore representó a Paraguay en Miss Universo 2022, donde no logró clasificar al Top 16 de cuartofinalistas.

### Miss Charm 2024
El 23 de marzo de 2024, se anunció a través de Instagram que Ashmore representará a Paraguay en Miss Charm 2024.